# Lidsjön (Sunnemo socken, Värmland)
Lidsjön är en sjö i Hagfors kommun i Värmland och ingår i Göta älvs huvudavrinningsområde. Sjön är 30 meter djup, har en yta på 2,12 kvadratkilometer och är belägen 123,1 meter över havet. Vid provfiske har bland annat abborre, braxen, gers och gädda fångats i sjön.

## Delavrinningsområde
Lidsjön ingår i det delavrinningsområde (664367-138093) som SMHI kallar för Utloppet av Lidsjön. Medelhöjden är 197 meter över havet och ytan är 15,1 kvadratkilometer. Räknas de 22 avrinningsområdena uppströms in blir den ackumulerade arean 306,86 kvadratkilometer. Svartån (Älgsjöbäcken) som avvattnar avrinningsområdet har biflödesordning 3, vilket innebär att vattnet flödar genom totalt 3 vattendrag innan det når havet efter 349 kilometer. Avrinningsområdet består mestadels av skog (64 procent). Avrinningsområdet har 2,1 kvadratkilometer vattenytor vilket ger det en sjöprocent på 13,9 procent.

## Fisk
Vid provfiske har följande fisk fångats i sjön:
- Abborre
- Braxen
- Gärs
- Gädda
- Lake
- Löja
- Mört
- Nors
- Siklöja